# TransNamib-Museum

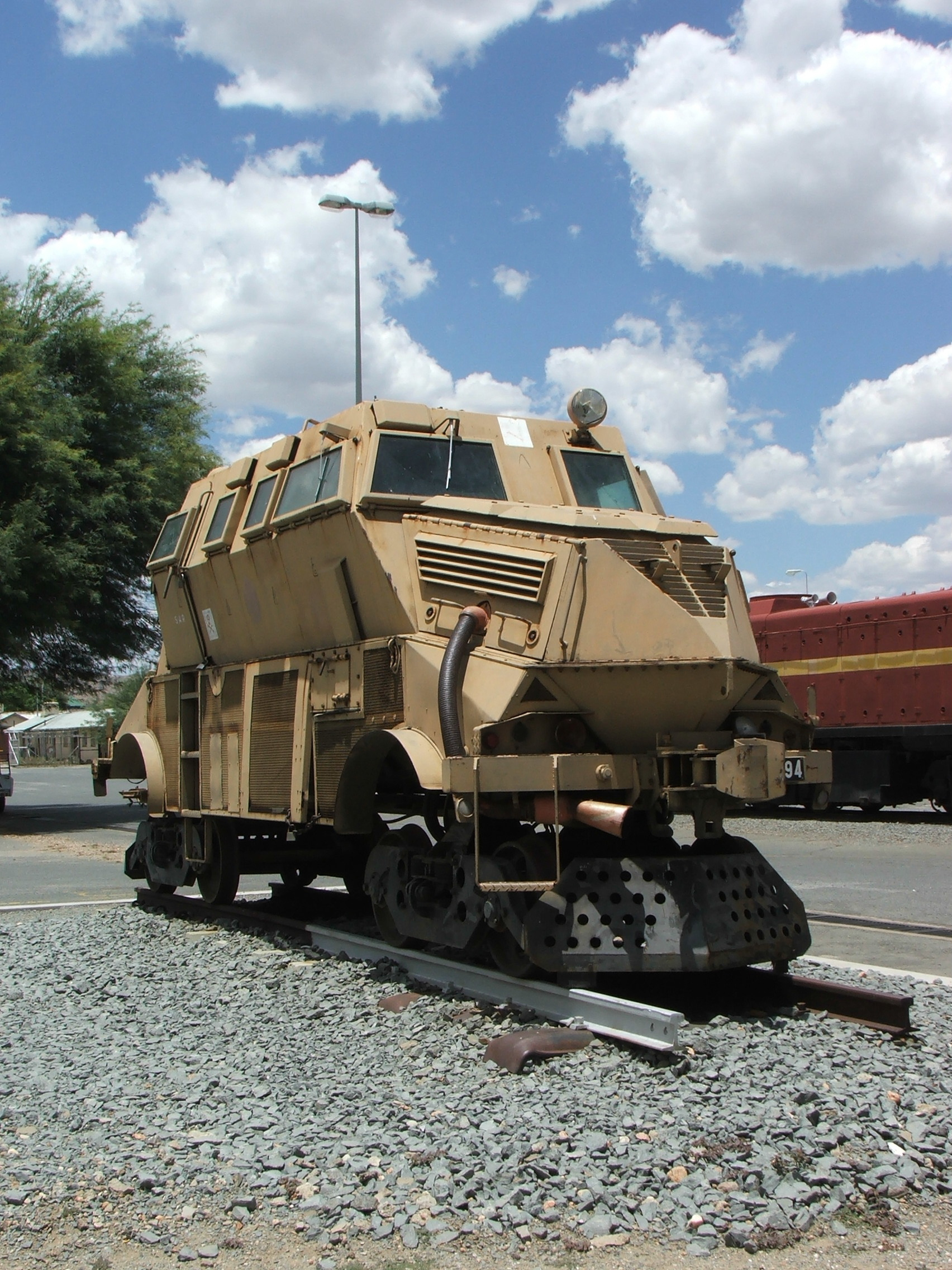
Panzerfahrzeug aus der Zeit der südafrikanischen Besatzung

Das TransNamib Eisenbahnmuseum ist das zentrale Verkehrsmuseum von Namibia. Es ist im Empfangsgebäude des Bahnhofs Windhoek untergebracht. Schwerpunkt der Sammlung ist die Geschichte des Schienenverkehrs in Deutsch-Südwestafrika, Südwestafrika und Namibia.
Das Museum wurde 1988 angelegt, offiziell jedoch erst 1993 eröffnet. Anlass der Gründung war die Übergabe der Eisenbahn in Südwestafrika seitens der Regierung von Südafrika an die Regierung Südwestafrikas. Bis dahin gab es keine systematische Sammlung in Bezug auf die Eisenbahn Südwestafrikas. Gegebenenfalls wurden entsprechende Stücke in Sammlungen in Südafrika aufgenommen.
Die technischen Umstellungen bei der Bahn in den folgenden Jahren ließen jedoch zahlreiche Ausrüstungsgegenstände überflüssig werden, so dass sie in die Sammlung des Museums übernommen werden konnten. Daher liegt ihr Schwerpunkt auf Ausstattungsgegenständen von Bahnhöfen und Bahnverwaltung. Einige wenige Fahrzeuge werden auf dem Bahnhofsvorplatz von Windhoek gezeigt.
Da die TransNamib, die das Museum trägt, auch andere Arten des öffentlichen Verkehrs in Namibia betreibt, gibt es in dem Museum auch zu Häfen und Luftverkehr einzelne Ausstellungsräume.
Das Museum ist (Stand Juli 2024) auf unbestimmte Zeit geschlossen.